# Franciscanas de Glen Riddle
Las Hermanas de San Francisco de Glen Riddle (oficialmente en inglés: Sisters of St. Francis of Glen Riddle), también conocidas como Hermanas de San Francisco de Filadelfia, son una congregación religiosa católica femenina de derecho pontificio, fundada por las hermanas alemanas Maria Anna y Bárbara Boll y la americana Anna Dorn, todas terciarias franciscanas, en Filadelfia (Estados Unidos), el 9 de abril de 1855. A las religiosas de este instituto se les conoce como Franciscanas de Glen Riddle o de Filadelfia y posponen a sus nombres las siglas O.S.F.

## Historia

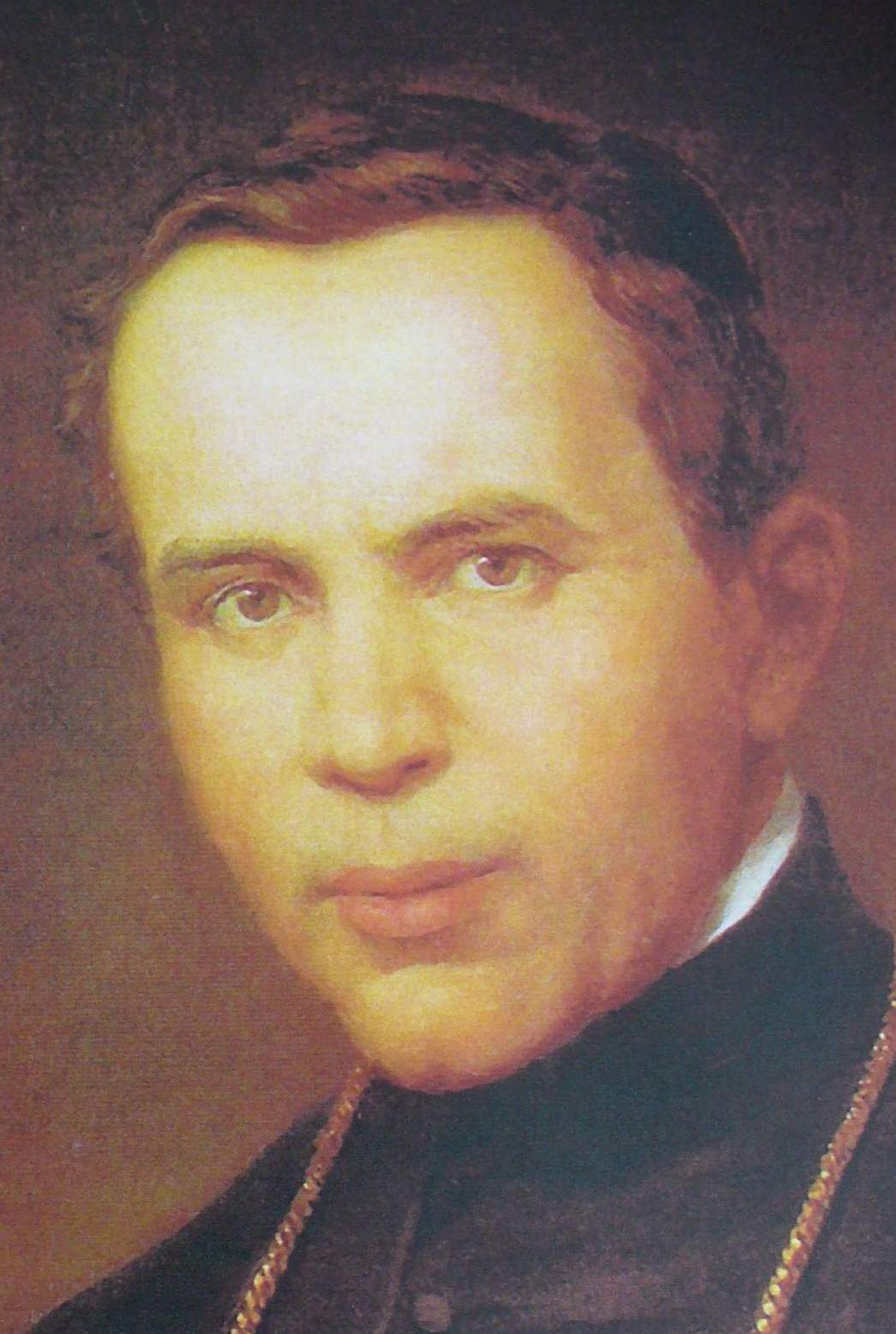
Juan Nepomuceno Neumann (1811-1860), considerado el cofundador de la congregación. Fue quien animó y recibió la profesión de las tres fundadoras.

Las terciarias franciscanas Maria Anna Boll Bachmann, Bárbara Boll y Anna Dorn, recibieron el hábito franciscano el 9 de abril de 1855, de parte del obispo de Filadelfia, Juan Nepomuceno Neumann, considerado cofundador del instituto, dando inicio a la Congregación de las Hermanas de San Francisco de Filadelfia. Como guía del grupo y luego primera general fue elegida Maria Anna Boll, con el nombre de Madre Francis. El instituto conoció un periodo de crisis en los primeros años de existencia, al punto que dos de las casas del mismo se independizaron, formando congregaciones diferentes, las Hermanas Franciscanas de Allegany (1859) y las Hermanas de la Tercera Orden de San Francisco de Siracusa (1860). Esto significó un duro golpe para las Franciscanas de Filadelfia quedando solo 9 religiosas y 4 novicias.
A la muerte de la Madre Francis (1863) y con la elección de su sucesora, Inés Bucher, el instituto conoció un periodo de expansión, el cual, al final de su mandato (1909), dejó con unas 800 religiosas y unas 88 misiones en todo el mundo. Fue esta misma general que en 1870, trasladó la casa madre de Filadelfia a Glen Riddle, de ahí que el nombre oficial de la congregación pasara a ser el de Hermanas de San Francisco de Glen Riddle. En esta ciudad las hermanas fundaron la Universidad de Neumann (1965).
En 1899 la congregación recibió el pontificio decreto de alabanza por medio del cual se constituyó en un instituto religioso de derecho pontificio y el 7 de julio de 1907, fue aprobada definitivamente por la Santa Sede. Ese mismo año recibió la afiliación a la Orden Franciscana (16 de julio).

## Organización
La Congregación de Hermanas Franciscanas de Glen Riddle es un instituto aprobado por la Santa Sede, cuyo gobierno es centralizado y recae en la Superiora general y su consejo. En la actualidad la general es la religiosa irlandesa Esther Anderson. La casa general se encuentra en Filadelfia.
Las franciscanas de Filadelfia se dedican a la educación cristiana de la juventud, por medio de las escuelas y la catequesis, a la pastoral sanitaria y asistencial en hospitales, ancianatos, clínicas y centros para enfermos de Sida; y al servicio doméstico en seminarios y colegios eclesiásticos.
En 2015, la congregación contaba con unas 485 religiosas y unas 168 comunidades, presentes en África, Estados Unidos, Haití e Irlanda.